# Hipermnestra (danaide)

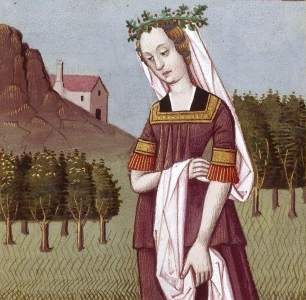
Hipermnestra representada en una miniatura de Robinet Testard para una edición del s. XV de la obra de Boccaccio De mulieribus claris. BnF.

En la mitología griega, Hipermnestra o Hipermestra (en griego antiguo: Ὑπερμνήστρα, Hypermnéstra), era una de las Danaides, que eran las cincuenta hijas de Dánao, rey de Argos. La madre de Hipermestra fue una tal Elefantis, o bien Europa, una náyade hija del Nilo, que fue la madre de todas las hijas de Dánao.
Ovidio describe la carta que Hipermestra escribió a su esposo Linceo, mientras la muchacha estaba encadenada por orden de su padre, y se lamentaba de su injusticia culpando acaso a Hera y a su antepasada Ío. Había sucedido que Dánao y su hermano Egipto, conviniendo un matrimonio de conveniencia para zanjar sus disputas, reservaron a Hipermestra, por ser la mayor de las hijas de Dánao, en matrimonio con Linceo, el mayor de los hijos de Egipto. A la orden de Dánao todas sus hijas degollaron a sus esposos mientras dormían, excepto Hipemestra, quien salvó a Linceo porque había respetado su virginidad; por ello Dánao la encerró manteniéndola vigilada. Más tarde Dánao unió formalmente en matrimonio a Hipermestra y a Linceo. Otros dicen que Hipermestra fue juzgada por haber desobedecido a su padre y absuelta. Linceo reinó en Argos después de Dánao y tuvo de Hipermestra un hijo, Abante o Abas. Se dice que el propio Abante había anunciado a Linceo e Hipermestra la muerte de Dánao. Pero de Abante y Aglaya, la hija de Mantineo, nacieron gemelos, Acrisio y Preto.
Pausanias opina que Hipermestra fue la única de las Danaides a la que Dánao llevó a juicio por hacer caso omiso de su orden, ya que consideraba la salvación de Linceo no sin riesgo para él y porque, al no participar del crimen con sus hermanas, aumentó el deshonor del que lo había proyectado. Juzgada ante los argivos, fue absuelta, y por esto hizo una ofrenda a Afrodita Nicéfora («portadora de la victoria»). El juicio sucedió detrás del santuario del Cefiso, en un terreno llamado Criterio («lugar donde se juzga»). Cerca del ágora de Argos hay un altar de Zeus Fixio («preservador de los fugitivos») y cerca un sepulcro de Hipermestra, la madre de Anfiarao, y de Hipermestra, la hija de Dánao, y con ella está enterrado Linceo. Por encima de Énoe está el monte Artemisio y un santuario de Artemisa en la cima. Aquí no hay ya nada digno de ver. Desde las puertas junto a la Dírade hay otro camino hacia Lircea. Se dice que a este lugar llegó sano y salvo sólo Linceo de entre sus cincuenta hermanos; y cuándo estuvo a salvo, levantó aquí una antorcha encendida. Él había convenido con Hipermestra en encender una antorcha si escapaba a Dánao y se ponía en seguro. Dicen que ella también encendió otra en Larisa para mostrar que ella también estaba ya fuera de peligro. Por esto los argivos cada año celebran una fiesta de antorchas.